# Абагта
Абагта (Авагфа; лат. Abagtha; ивр. אבגתא‎; счастье) — библейский ветхозаветный персонаж; в Книге Есфирь (Эсф. 1:10) один из семи евнухов, царедворцев (םרים) персидского царя Ахашвероша (Артаксеркса; ивр. אחשורוש‎), которым последний велел доставить на пир, устроенный им для своих вассалов, царицу Вашти (Астинь).
Имя Абагты, вероятно, имеет персидское происхождение.
Порядок именования семи евнухов:
- Мегуман (Mehuman);
- Бизфа (Biztha; с персидского евнух);
- Харбона (Harbona; с перс. ослиный);
- Бигфа (Bigtha);
- Абагта (счастье);
- Зефар (Зетар; Zethar; звезда);
- Каркас (Carcas; орёл).